# 광명북중학교
광명북중학교(光明北中學校)는 대한민국 경기도 광명시 철산동에 있는 공립 중학교이다.

## 학교 연혁
- 1985년 12월 18일 : 광명북중 설립인가
- 1986년 3월 1일 : 초대 김재황 교장 취임
- 1986년 3월 5일 : 제1회 입학(6학급, 특수학습 1학급, 계 382명)
- 1989년 2월 15일 : 제1회 졸업생(343명)
- 2023년 9월 1일 : 제12대 심영자 교장 취임

## 참고 자료
- 광명북중학교 - 한국교육학술정보원 학교알리미